# Formula Regional Asian Championship 2023
Die Formula Regional Asian Championship 2023 (offiziell Formula Regional Asian Championship certified by FIA 2023) wäre die sechste Saison der Formula Regional Asian Championship als FIA-zertifizierte Formel-Regional-Rennserie gewesen. Es wären neun Rennen in China und Malaysia geplant gewesen. Die Saison hätte am 27. Oktober in Zhuzhou beginnen und am 3. Dezember in Sepang enden sollen.

## Teams und Fahrer
Alle Teams und Fahrer hätten das Tatuus-Chassis F3 T-318, einen aufgeladenen 2,0-Liter-Turbomotor von Alfa Romeo-Autotecnica und Reifen von Giti Tire verwendet.
| Team     | Auto # | Fahrer        | Rennwochenende | Quelle |
| -------- | ------ | ------------- | -------------- | ------ |
| Evans GP | TBA    | Costa Toparis |                | [ 2 ]  |

## Rennkalender
Der Rennkalender wurde nie offiziell bestätigt. Die Serie wechselte nach zwei Jahren wieder nach China sowie Malaysia nachdem aufgrund der COVID-19-Pandemie die Reisebeschränkungen Motorsport-Aktivitäten in diesen Ländern unmöglich machten.
| Nr. | Datum        | Rennstrecke                             | Sieger   | Zweiter  | Dritter  | Pole-Position | Schnellste Rennrunde |
| --- | ------------ | --------------------------------------- | -------- | -------- | -------- | ------------- | -------------------- |
| 0–. | 27. Oktober  | Zhuzhou International Circuit (Zhuzhou) | abgesagt | abgesagt | abgesagt | abgesagt      | abgesagt             |
| 0–. | 28. Oktober  | Zhuzhou International Circuit (Zhuzhou) | abgesagt | abgesagt | abgesagt | abgesagt      | abgesagt             |
| 0–. | 29. Oktober  | Zhuzhou International Circuit (Zhuzhou) | abgesagt | abgesagt | abgesagt | abgesagt      | abgesagt             |
| 0–. | 24. November | Sepang International Circuit (Sepang 1) | abgesagt | abgesagt | abgesagt | abgesagt      | abgesagt             |
| 0–. | 25. November | Sepang International Circuit (Sepang 1) | abgesagt | abgesagt | abgesagt | abgesagt      | abgesagt             |
| 0–. | 26. November | Sepang International Circuit (Sepang 1) | abgesagt | abgesagt | abgesagt | abgesagt      | abgesagt             |
| 0–. | 01. Dezember | Sepang International Circuit (Sepang 2) | abgesagt | abgesagt | abgesagt | abgesagt      | abgesagt             |
| 0–. | 02. Dezember | Sepang International Circuit (Sepang 2) | abgesagt | abgesagt | abgesagt | abgesagt      | abgesagt             |
| 0–. | 03. Dezember | Sepang International Circuit (Sepang 2) | abgesagt | abgesagt | abgesagt | abgesagt      | abgesagt             |

## Wertung

### Punktesystem
Bei jedem Rennen hätten die ersten zehn des Rennens 25, 18, 15, 12, 10, 8, 6, 4, 2 bzw. 1 Punkt(e) bekommen. Es hätte keine Punkte für die Pole-Position und die schnellste Rennrunde gegeben. Für die Teamwertung wären jeweils zwei Fahrer pro Rennen nominiert worden. 
| Punkteverteilung | Punkteverteilung | Punkteverteilung | Punkteverteilung | Punkteverteilung | Punkteverteilung | Punkteverteilung | Punkteverteilung | Punkteverteilung | Punkteverteilung | Punkteverteilung | Punkteverteilung | Punkteverteilung |
| ---------------- | ---------------- | ---------------- | ---------------- | ---------------- | ---------------- | ---------------- | ---------------- | ---------------- | ---------------- | ---------------- | ---------------- | ---------------- |
| Platz            | 1                | 2                | 3                | 4                | 5                | 6                | 7                | 8                | 9                | 10               | PP               | SR               |
| Punkte           | 25               | 18               | 15               | 12               | 10               | 8                | 6                | 4                | 2                | 1                | –                | –                |